# 재초
재초(齋醮) 또는 초재(醮齋)는 도교의 제례 또는 기도 의식이다. 재(齋)는 심신을 청정히 하는 것을 가리키고, 초(醮)는 제단을 만들어 술과 음식을 바치고 신에게 제사 올리는 것을 말한다.
재초(齋醮)는 도교의 신들과 인간 사이를 중개하는 역할을 하는 도사(道士)가 제단을 만든 후 도교의 여러 신들을 불러들인 후, 청사(靑詞)라는 일종의 축사(祝詞)를 그 신들에게 바치며 기도하는 의식이다. 재초 의식을 행하는 장소를 재초소(齋醮所)라고 한다.
불러들이는 여러 신들은 도교의 최고신인 원시천존(元始天尊)의 화신(化身)인 옥청(玉淸) · 상청(上淸) · 태청(太淸)의 3청(三淸)을 비롯하여 360 성인(聖人)들과 3600 성위(星位: 별) 등을 포함한 다수의 신들이다. 이들의 위패(位牌)가 늘어서 있는 앞에 향 · 꽃 · 등불 · 촛불 및 기타 제의 기구들이 진열되는데, 재초의 내용 또는 종류에 따라 진열되는 것들이 다르다.
재초의 내용 또는 종류는 하늘과 땅에서 일어나는 여러 가지 변동과 이변을 다스려 국가의 평안을 기원하는 것, 제왕의 복과 만수무강을 기원하는 것, 조상들과 죽은 자의 영혼을 이끌어 신선의 세계로 인도하는 것, 자손의 번영을 기원하는 것, 널리 일반 민중의 복리를 기원하는 것 등 매우 다양하다.
재초의 형식이 정리된 것은 중국의 남북조 시대(南北朝時代: 420~589)이다. 도교가 왕조의 신앙을 얻었던 당나라(唐: 618~907)와 송나라(宋: 960~1279) 시대에는 재초가 특히 성행하여 하나의 국가적 행사가 되었다.

## 같이 보기
- 초제

## 참고 문헌
- 이 문서에는 다음커뮤니케이션(현 카카오)에서 GFDL 또는 CC-SA 라이선스로 배포한 글로벌 세계대백과사전의 내용을 기초로 작성된 글이 포함되어 있습니다.